# Кочерга Віктор Пилипович
Віктор Пилипович Кочерга (8 вересня 1944, село Нетесівка, тепер Царичанського району Дніпропетровської області — 27 грудня 2011) — український діяч, заступник генерального директора з питань якості металургійного комбінату «Криворіжсталь» Дніпропетровської області. Народний депутат України II скликання.

## Біографія
У 1958—1962 роках — студент Дніпропетровського будівельного технікуму.
У 1962—1967 роках — студент Дніпропетровського металургійного інституту, інженер-металург.
У 1967—1993 роках — агломератник, майстер, начальник зміни, помічник начальника цеху, начальник агломераційного цеху, заступник головного інженера з екології металургійного комбінату «Криворіжсталь» Дніпропетровської області. Член КПРС.
З 1993 року — заступник генерального директора з питань якості металургійного комбінату «Криворіжсталь» Дніпропетровської області. Член Партії праці.
Народний депутат України II скликання з .04.1994 (2-й тур) до .04.1998, Довгинцівський виборчий округ № 88, Дніпропетровська область. Голова підкомітету загальних проблем екологічної безпеки Комітету з питань екологічної політики. Член депутатської групи «Єдність» (до цього — член депутатської фракції «Соціально-ринковий вибір»).